# Миргородська міська територіальна громада
Миргородська міська громада — територіальна громада в Україні, в Миргородському районі Полтавської області. Адміністративний центр — місто Миргород.
Площа громади — 616,2 км², населення — 50 467 мешканців (2020).

## Населені пункти
У складі громади 1 місто (Миргород) і 36 сіл:
- Бієве
- Білики
- Верховина
- Веселе
- Вовнянка
- Гаркушинці
- Глибоке
- Деркачі
- Дібрівка
- Довгалівка
- Ємці
- Єрки
- Зубівка
- Кибинці
- Котлярі
- Кузьменки
- Лещенки
- Любівщина
- Малинівка
- Малі Сорочинці
- Мальці
- Марченки
- Милашенкове
- Носенки
- Осове
- Петрівці
- Показове
- Рибальське
- Руда
- Слобідка
- Стовбине
- Трудолюб
- Хомутець
- Шахворостівка
- Шпакове
- Ярмаки